# Methanosaetaceae
En taxonomía, las Methanosaetaceae son una familia de organismos microbiales dentro de Methanosarcinales. Esta familia contiene solamente un género, Methanosaeta.  Todas las especies usan acetato como  única fuente de energía.

## Otras lecturas

### Revistas científicas
- Cavalier-Smith, T (2002). «The neomuran origin of archaebacteria, the negibacterial root of the universal tree and bacterial megaclassification». Int. J. Syst. Evol. Microbiol. 52 (Pt 1): 7-76. PMID 11837318. doi:10.1099/00207713-52-1-7.
- Cavalier-Smith, T (1986). «The kingdoms of organisms». Nature 324 (6096): 416-417. PMID 2431320. doi:10.1038/324416a0.

### Libros científicos
- Boone DR; Whitman WB; Koga Y (2001). «Family II. Methanosaetaceae fam. nov.».  En DR Boone; RW Castenholz, eds. Bergey's Manual of Systematic Bacteriology Volume 1: The Archaea and the deeply branching and phototrophic Bacteria (2nd edición). Nueva York: Springer Verlag. pp. 169. ISBN 978-0-387-98771-2.
- Boone DR; Whitman WB; Koga Y (2001). «Order III. Methanosarcinales ord. nov.».  En DR Boone; RW Castenholz, eds. Bergey's Manual of Systematic Bacteriology Volume 1: The Archaea and the deeply branching and phototrophic Bacteria (2nd edición). Nueva York: Springer Verlag. pp. 169. ISBN 978-0-387-98771-2.
- Grant WD; Kamekura M; McGenity TJ; Ventosa A (2001). «Class III. Halobacteria class. nov.».  En DR Boone; RW Castenholz, eds. Bergey's Manual of Systematic Bacteriology Volume 1: The Archaea and the deeply branching and phototrophic Bacteria (2nd edición). Nueva York: Springer Verlag. pp. 169. ISBN 978-0-387-98771-2.

### Bases de datos científicos
- PubMed
- PubMed Central
- Google Scholar